# Desná III
Desná III je část města Desné v okrese Jablonec nad Nisou a také jedno z jeho tří současných katastrálních území o rozloze 7,47 km². Nachází se na severovýchodě Desné. Je zde evidováno 399 adres. Trvale zde žije 658 obyvatel.
Desnou III tvoří osady:
- Dolní Polubný (Unterpolaun)
- Černá Říčka (Schwarzfluß)
- Merklov (Markelsdorf)
- Nýčkovy Domky (Ničovy Domky) (Nitschehäuser)
- Novina (Neustück, dříve Hermannsdorf)
- Souš (Darre)

Před rokem 1949 náležely parcely této místní části k městysi Polubný.. Roku 1949 byly odtrženy od Polubného a připojeny k Desné. Roku 1960 pak byla obec Polubný sloučena s obcemi Příchovice a Jizerka do nové obce Kořenov.
Na severovýchodě území se v údolí na Černé Desné nachází vodní nádrž Souš.